# Список объектов всемирного наследия ЮНЕСКО в Бахрейне
В списке объектов всемирного наследия ЮНЕСКО в Бахрейне значатся 3 наименования (на 2019 год), что составляет около 0,2 % от общего числа (1248 на 2025 год). Кроме этого, по состоянию на 2019 год, 6 объектов на территории Бахрейне находятся в числе кандидатов на включение в список всемирного наследия.

## Список
В данной таблице объекты расположены в порядке их добавления в список всемирного наследия ЮНЕСКО.
| # | Изображение | Название | Местоположение                | Время создания      | Год внесения в список | №      | Критерии    |
| - | ----------- | --- | ----------------------------- | ------------------- | --------------------- | ------ | ----------- |
| 1 |             | Калат-аль-Бахрейн Bahrain Fort                                                                                                  | Провинция: Северная провинция | 2300 лет до н. э.   | 2005                  | № 1192 | ii, iii, iv |
| 2 |             | Добыча жемчуга — отрасль островной экономики и её памятники в Мухарраке и окрестностях Pearling, testimony of an island economy | Провинция: Северная провинция | 2000 лет до н. э.   | 2012                  | № 1364 | iii         |
| 3 |             | Могильные курганы Дильмуна | Залив: Персидский залив       | С III тыс. до н. э. | 2019                  | № 1542 | iii, iv     |

## Кандидаты в список
В таблице объекты расположены в порядке их добавления в предварительный список. В данном списке указаны объекты, предложенные правительством Бахрейна в качестве кандидатов на занесение в список всемирного наследия.
| # | Изображение | Название | Местоположение                 | Время создания    | Год внесения в список | №      |
| - | ----------- | --- | ------------------------------ | ----------------- | --------------------- | ------ |
| 1 |             | Группа тумулусов в окрестностях города Хамад Hamad Town Tumuli Moundfield                                                                          | Провинция: Северная провинция  |                   | 2001                  | № 1568 |
| 2 |             | Храм Барбар Barbar Temple | Провинция: Северная провинция  | 3000 лет до н. э. | 2001                  | № 1570 |
| 3 |             | Саар Saar | Провинция: Северная провинция  | 2000 лет до н. э. | 2001                  | № 1571 |
| 4 |             | Хаварские острова Hawar Islands | Залив: Персидский залив        | природный объект  | 2001                  | № 1579 |
| 5 |             | Манама - город торговли, мультикультурализма и мирного сосуществования конфессий Manama, City of Trade, Multiculturalism and Religious Coexistence | Провинция: Столичная провинция |                   | 2018                  | № 6354 |
| 6 |             | Посёлок нефтяников Авали Awali oil settlement | Залив: Персидский залив        | 1930-е годы       | 2018                  | № 6397 |